# بنجامين بيفيريدغ
بنجامين بيفيريدغ هو سياسي كندي، (و. 1811 – 1885 م).